# Фенрир (спутник)
Фенрир (англ. Fenrir) — нерегулярный спутник планеты Сатурн с обратным орбитальным обращением.
Назван именем Фенрира, гигантского волка из германо-скандинавской мифологии.
Также обозначается как Сатурн XLI.

## История открытия
Фенрир был открыт в серии наблюдений, начиная с 13 декабря 2004 года.
Сообщение об открытии сделано 4 мая 2005 года.
Спутник получил временное обозначение S/2004 S 16.
Собственное название было присвоено 5 апреля 2007 года.